# Курт Шмітт
Курт Пауль Шмітт (нім. Kurt Paul Schmitt; 7 жовтня 1886, Гайдельберг, Велике герцогство Баден, Німецька імперія — 2 листопада 1950, Гайдельберг, Вюртемберг-Баден, ФРН) — німецький державний діяч. Рейхсміністр економіки і фінансів в першому кабінеті Гітлера.

## Біографія
З 1905 по 1907 вивчав право в Мюнхенському університеті. У 1911 добровольцем вступив в чині лейтенанта в Мюнхенський піхотний полк, але вже в 1913 р. подав у відставку і перейшов на службу до страхової компанії Allianz AG. Учасник Першої Світової Війни з перших її днів, після поранення в 1917 був відправлений у резерв в чині капітана. І в цьому ж році він став членом Правління Allianz AG, а з 1921 по 1933 році він очолив компанію як генеральний директор. Був прихильником політики щодо зближення з нацистами, неодноразово постачав великими сумами лідерів нацистів. Навесні 1933 Шмітт вступає в НСДАП (Квиток № 2 651 352), так само в цьому році він був призначений віцепрезидентом по промисловості і торгівлі м. Берліна. 30 червня 1933 призначений імперським міністром економіки. У серпні 1933 року його призначають на посаду повноважного представника Пруссії в федеральному уряді. У жовтні 1933 році він став членом прусської Державної ради. У серпні 1934 відсторонений від роботи і лише в 1935 отримує посаду голови правління AEG AG і німецької газової континентальної компанії в Дессау. У 1933 стає почесним членом СС, членом «Гуртка друзів рейхсфюрера СС» і в 1939 отримує чин Бригаденфюрера СС. У 1937 зайняв пост Генерального директора Munich Re AG і залишався на цьому посту до 1945.
Після закінчення війни арештований американською владою і підданий процедурі денацифікації. Після низки судових процесів 1949 був звільнений. Був членом Наглядових рад ряду великих підприємств ФРН.

## Нагороди
- Залізний хрест 2-го класу
- Військовий хрест «За заслуги» (Баварія) 4-го класу з мечами
- Нагрудний знак «За поранення» в чорному
- Почесний хрест ветерана війни з мечами
- Почесна шпага рейхсфюрера СС
- Кільце «Мертва голова»
- Хрест Воєнних заслуг 2-го і 1-го класу